# No Defense
Pour plus de détails, voir Fiche technique et Distribution.
No Defense est un film américain réalisé par Lloyd Bacon et sorti en 1929. Le film est présumé perdu.

## Synopsis
Monte Collins (Monte Blue), contremaître sur la construction d'un chemin de fer, est attiré par Ruth Harper (May McAvoy), la fille du propriétaire du chemin de fer.

## Fiche technique
- Titre original : No Defense
- Réalisation : Lloyd Bacon
- Scénario : J. Raleigh Davies, Joseph Jackson, Robert Lord
- Photographie : Frank Kesson
- Montage : Thomas Pratt
- Musique : Rex Dunn, Alois Reiser
- Société de production : Warner Bros.
- Société de distribution : Warner Bros.
- Pays de production :  États-Unis
- Langue originale : anglais
- Format : noir et blanc — 35 mm — 1.37:1 — Vitaphone
- Genre : romance
- Durée : 62 minutes
- Date de sortie :
  - États-Unis : 6 avril 1929

## Distribution
- Monte Blue : Monte Collins
- May McAvoy : Ruth Harper
- Lee Moran : Snitz
- Kathryn Carver : Lois Harper
- William H. Tooker : Harper, Sr
- William Desmond : John Harper
- Bud Marshall : un ouvrier de la construction